# Xanthorhoe magnificata
Xanthorhoe magnificata är en fjärilsart som beskrevs av Walker 1862. Xanthorhoe magnificata ingår i släktet Xanthorhoe och familjen mätare. Inga underarter finns listade i Catalogue of Life.